# Alpaida moka
Alpaida moka är en spindelart som beskrevs av Levi 1988. Alpaida moka ingår i släktet Alpaida och familjen hjulspindlar.
Artens utbredningsområde är Bolivia. Inga underarter finns listade i Catalogue of Life.